# 다대도서관
다대도서관은 부산광역시 사하구 소재의 도서관이다.

## 연혁
- 2009. 3. 20. 도서관 착공
- 2010. 1. 29. 도서관 준공
- 2010. 3. 19. 도서관 개관

## 시설현황
- 5층: 도서정리실,종합자료실
- 4층:디지털자료실/연속간행물실 , 정보화교육실, 토의실, 교양강좌실, 사무실
- 3층:자유열람실
- 2층:어린이열람실
- 1층:주차장
- 지하1층:시청각실, 매점, 보존서고

## 이용 안내
이용 시간
휴관일
- 매주 월요일
- 국경일, 정부 지정 공휴일 (단, 일요일이 다른 공휴일과 겹친 경우에는 휴관)
- 도서정리, 시설물 보수·정비 등 도서관장이 필요하다고 인정하는 경우에는 임시 휴관